# Skeby Sogn
Skeby Sogn er et sogn i Bogense Provsti (Fyens Stift).
I 1800-tallet var Otterup Sogn anneks til Skeby Sogn. Begge sogne hørte til Lunde Herred i Odense Amt. Skeby-Otterup sognekommune blev senere delt, så hvert sogn dannede sin egen sognekommune. Ved kommunalreformen i 1970 blev både Skeby og Otterup indlemmet i Otterup Kommune, der ved strukturreformen i 2007 indgik i Nordfyns Kommune.
I Skeby Sogn ligger Skeby Kirke fra omkring 1100 og Gerskov Kirke fra 1925.
I sognet findes følgende autoriserede stednavne:
- Badstuen (bebyggelse)
- Bogø Huse (bebyggelse)
- Dørholm (areal)
- Eghoved (bebyggelse)
- Fjordmarken (areal)
- Galtehoved (areal)
- Gerskov (bebyggelse, ejerlav)
- Gersø Huse (bebyggelse)
- Hessum (bebyggelse, ejerlav)
- Klingeskov (bebyggelse)
- Klintebjerg (bebyggelse)
- Lammesø (areal, bebyggelse)
- Lindeskov (bebyggelse)
- Lindø (areal, bebyggelse)
- Skeby (bebyggelse, ejerlav)
- Trøjborg (bebyggelse)
- Vekslund (bebyggelse)
- Vøjremose (bebyggelse)
- Ølund (bebyggelse, ejerlav)
- Ørritslev (bebyggelse, ejerlav)
- Ørritslev Skovhuse (bebyggelse)